# Jacqueline Chaparro Olaya
Jacqueline Chaparro Olaya es una bióloga y parasitóloga colombiana, receptora de una beca L'Oréal-UNESCO a Mujeres en Ciencia en 2001 por su labor investigativa en el área de la aplicación de técnicas moleculares en el estudio de las enfermedades infecciosas.

## Biografía

### Formación académica
Chaparro Olaya realizó toda su formación profesional en la Universidad Nacional de Colombia Sede Bogotá. En 1992 recibió el título de bióloga. Entre 1994 y 1997 cursó una Maestría en Ciencias con énfasis en Bioquímica y entre 2000 y 2006 cursó un Doctorado en Ciencias con énfasis en Química. Realizó estudios complementarios en otras instituciones como la Universidad de Naciones Unidas, la Agencia Internacional de Energía Atómica, la Universidad de Tulane y el King's College de Londres.

### Carrera

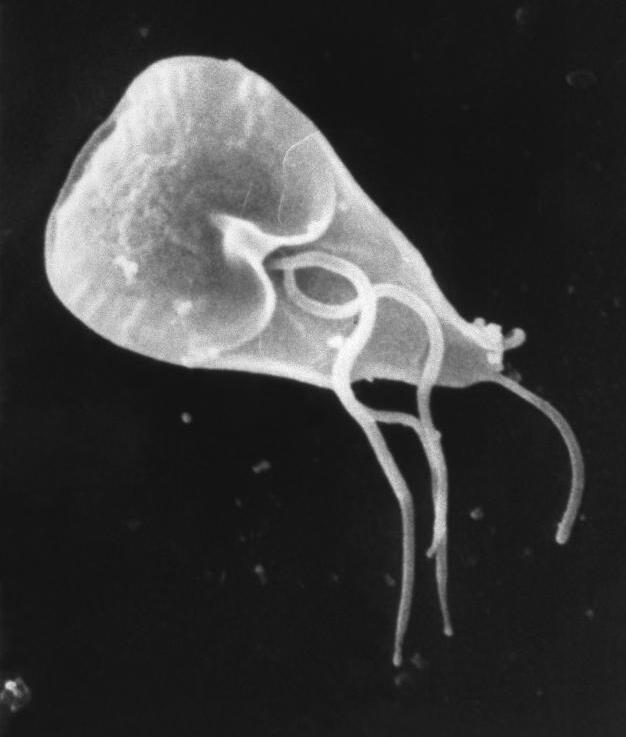
Chaparro ha dedicado parte de su labor investigativa al estudio de la biología celular y molecular del protozoo Giardia lamblia.

Chaparro se vinculó laboralmente al Instituto Nacional de Salud en 1993 y se mantuvo en la institución hasta el año 2004. Durante su estancia allí se desempeñó como coordinadora del Grupo de Bioquímica e investigadora. Su labor de investigación continuó al vincularse con la Universidad El Bosque, donde ha oficiado como directora del Laboratorio de Parasitología Molecular y del Instituto de Biología Molecular. A lo largo de su carrera ha integrado grupos de investigación en áreas como la aplicación de técnicas moleculares en el estudio de enfermedades infecciosas, motores moleculares en apicomplejos y la biología celular y molecular del protozoo Giardia lamblia.
Por su destacada labor como investigadora, Chaparro ha recibido una gran cantidad de premios y reconocimientos, entre los que destacan una beca en el programa L'Oréal-UNESCO a Mujeres en Ciencia en 2001, una beca de investigación otorgada por la organización Wellcome Trust en 2002, un Premio Nacional en el área de Ciencias Básicas Médicas en 2005 y un Premio Nacional al mejor trabajo de Investigación en Ciencias Básicas en 2008, entre otros. Ha publicado cerca de una veintena de artículos en revistas científicas especializadas en su país e internacionalmente y colaboró con un capítulo del libro Las miosinas de Plasmodium falciparum.

## Premios y reconocimientos destacados
- 2001 - Beca de investigación L'Oréal-UNESCO a las Mujeres en Ciencia.
- 2002 - Beca de investigación de la Wellcome Trust.
- 2005 - Premio Nacional en el área de Ciencias Básicas Médicas, Asociación Colombiana de Ciencias Biológicas.
- 2008 - Premio Nacional al Mejor Trabajo de Investigación en Ciencias Básicas, Asociación Colombiana de Infectología.
- 2010 - Mención de Honor al Mejor Trabajo de Investigación, Universidad El Bosque.
- 2014 - Premio Mejor Proyecto Convocatoria Externa, Universidad El Bosque
- 2018 - Segundo lugar Premio Lázaro Vélez - Santiago Estrada, Asociación Colombiana de Infectología.